# KF Erzeni Shijak
Maillots
Actualités
Le KF Erzeni Shijak est un club albanais de football basé à Shijak.
Le club évolue à sept reprises en première division : en 1946, 1948, 1949, 1952, puis lors des saisons 1965-1966, 2001-2002, et enfin 2002-2003.

## Historique du club
- 1931 - fondation du club
- 1946 - 1re participation à la Super League

## Palmarès
- Championnat d'Albanie de deuxième division
  - Champion : 1965
  - Vice-champion : 1950, 1951, 1959, 1963, 2001 et 2022